# Ópera de Liubliana

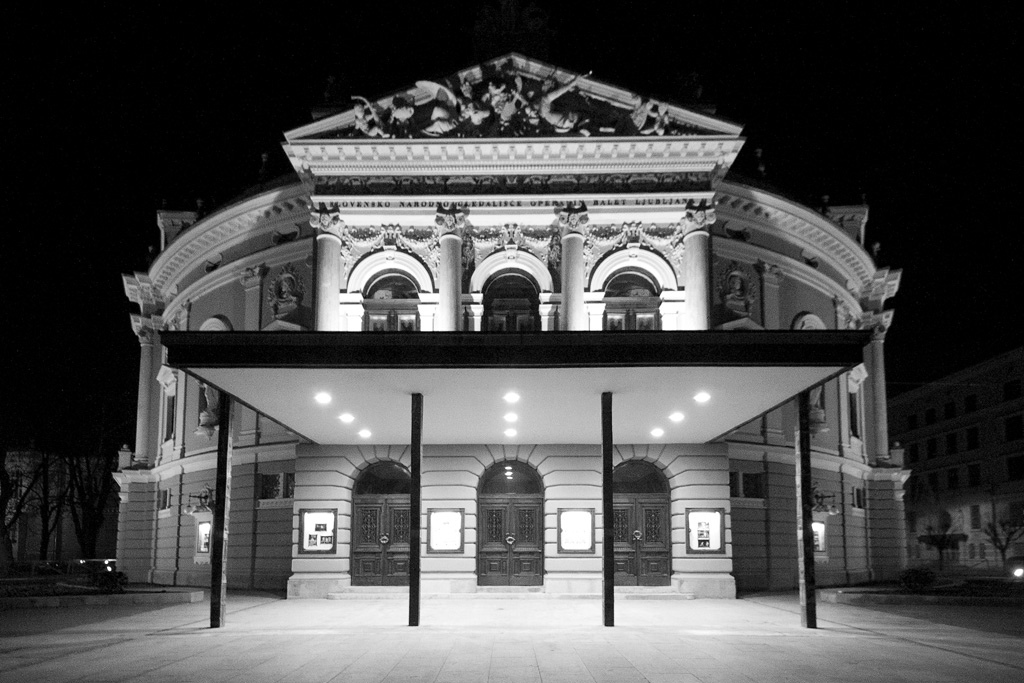
Ópera de Liubliana de noche.

La casa de la Ópera de Liubliana (que alberga el Teatro Nacional, Ópera y Ballet de Liubliana) es la sucesora del antiguo teatro regional, construido entre los años 1890 y 1892. La entrada principal del edificio está en Liubliana, en la calle Župančičeva.

## Historia del teatro
Los proyectos de construcción de la Ópera de Liubliana fueron preparados por una oficina regional de edificios que, después del incendio en el teatro anterior (en el sitio de la actual Filarmónica Eslovena), exigió una solución racional. Las labores de construcción fueron, en la licitación, adjudicadas a la compañía de Liubliana Gustavo Tönniens. Además, los trabajos de canteras los ganaron artesanos locales y una parte importante de las labores estuvo en manos extranjeras.
El teatro regional fue inaugurado el 29 de septiembre de 1892 con la tragedia de Josip Jurčić Veronika Desetiška. Se convirtió en un verdadero centro de la cultura nacional eslovena. Además de numerosas obras de teatro y de ópera, encontró su lugar aquí también el arte alemán. Actuaciones en alemán se representaron hasta el año 1911, cuando los alemanes de Liubliana construyeron su propio teatro, actualmente llamado Drama.
En el ámbito del teatro, la Ópera tuvo cantantes solistas, un coro profesional y directores muy comprometidos. Las representaciones teatrales fueron inicialmente acompañadas por músicos militares alquilados, pero después del año 1908 esta función estuvo en manos de los miembros de la Filarmónica Eslovena].

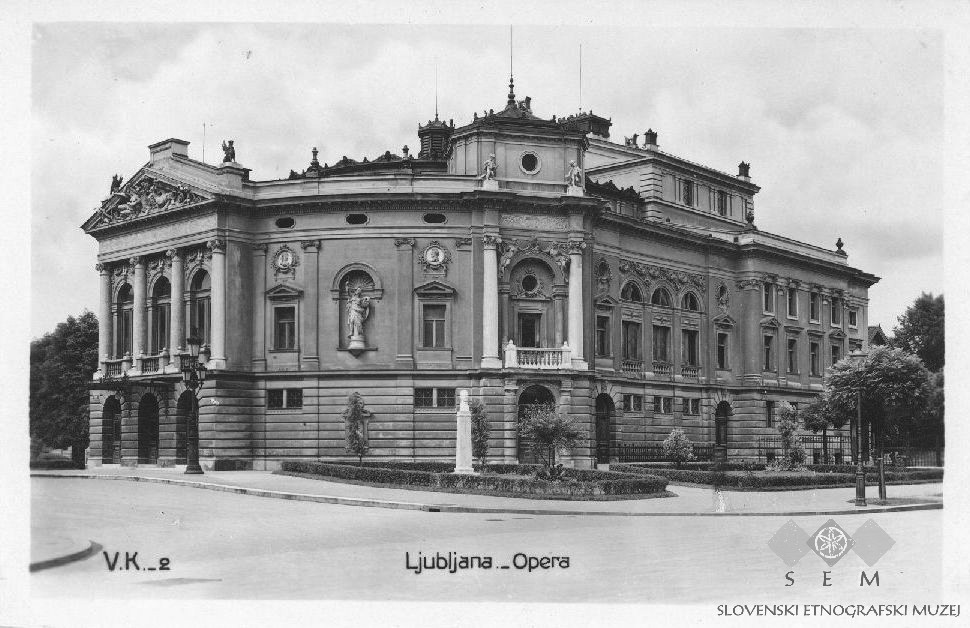
Antigua postal del Teatro Nacional Ópera y ballet de Liubliana.

Durante la Primera Guerra Mundial en el edificio albergó el cine Center. En esta época no hubo representaciones teatrales y se proyectaron exclusivamente películas.
En el año 1918 la creación artística se despertó nuevamente con la iniciativa del Consorcio teatral. La escena musical eslovena revivió pues ese mismo otoño.
En 1919, el edificio se convirtió en la sede de la principal casa nacional de ópera y ballet. A partir de 1920 la administración se hizo estatal.
En esa época eran populares las óperas francesas e italianas. Las obras eslavas y eslovenas también empezaban poco a poco a configurar un rico repertorio.
Después del año 1925 aumentó el número de músicos de la orquesta y el coro recibió nuevos cantantes jóvenes, en su mayoría eslovenos. Había también cada vez más cantantes solistas eslovenos (en Liubliana empezaron su carrera de solistas Zinka Kunc-Milanov y Anton Dermota).
En el período de entreguerras el público pudo asistir a representaciones de varias óperas eslovenas de autores notos, como Marij Kogoj, Slavko Osterc y Matija Bravničar.
Después de la Segunda Guerra Mundial el teatro tuvo un rápido desarrollo con obras cada vez más sofisticadas. La opereta, que antes se ejecutaba sobre todo con el propósito de ganar dinero, fue abandonada.
En otoño de la temporada operística de 1918/1919 comenzó su carrera también el ballet, con su propia compañía artística y director. Su primer estreno, Ugrabljena Evelina, tuvo lugar en la primavera de 1919. En los primeros años de su existencia se presentaron varias creaciones clásicas famosas. Se amplió luego su repertorio con obras contemporáneas de directores eslovenos y extranjeros.

## Arquitectura
El edificio fue construido en estilo neo-renacentista según los planos de los arquitectos checos Jan Vladimír Hráský y Anton Hruby.

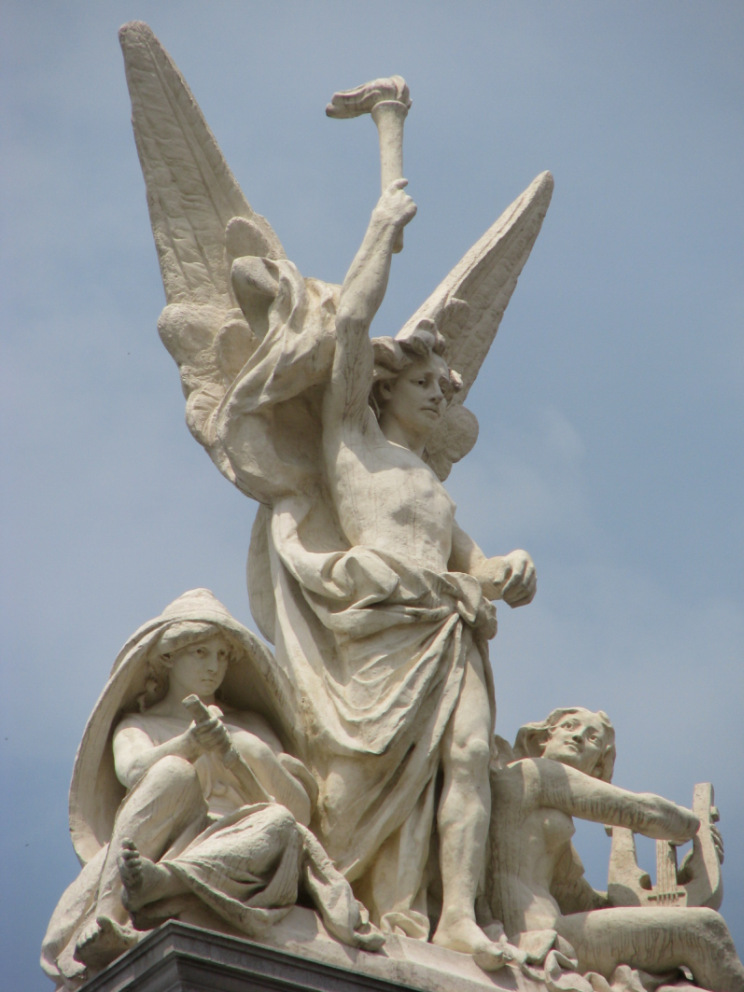
Escultura sobre el saliente central compuesta de las figuras del Genio, de la vestida y sombría Drama y de la desnuda y amable Ópera.

El eje central de la entrada principal se destaca por un interesante saliente con un poderoso frontón triangular que descansa sobre columnas adosadas con capiteles jónicos. La fachada izquierda y la derecha del edificio tienen también un magnífico saliente en forma de torre. Ahí se encuentran las salidas laterales para el público.
En el frontón triangular encontramos diferentes emblemas del arte dramático (la poesía está representada por un águila, la gloria por una trompeta), dos estatuas de querubines sentados y dos figuras femeninas.
El frontón está a los lados adicionalmente reforzado por unas estatuas de grifos y en la parte superior de los salientes laterales hay, a cada lado, estatuas de querubines que personifican la actuación teatral, el canto, la comedia y la tragedia. Debajo de ellas hay en cada saliente un par de figuras idénticas femeninas (adornadas con una máscara y una lira) y cuatro medallones que simbolizan la épica, la tragedia, la ópera y la opereta.
Las partes vacías del saliente central y de las fachadas laterales fueron rellenadas con estuco. La cima de la torre escénica está adornada con motivos de lira. La planta baja tiene una auténtica fachada rústica, el piso superior adornan pilastras poco profundas. La parte externa superior del edificio se concluye con ménsulas en forma de guirnalda. Las fachadas entre los salientes laterales y la parte del escenario repiten, de modo reducido, el motivo del saliente central con tres aberturas semicirculares. La torre escénica está cubierta con un tejado a dos aguas y es más alta que la sala.
Un importante elemento decorativo del edificio son también las esculturas alegóricas de la Comedia y de la Tragedia. Las figuras, talladas en 1892, son obra del escultor Alojzij Gangl y están posicionadas, cada una, en los nichos de las fachadas laterales. Para la parte superior del saliente central el escultor hizo también una escultura alegórica compuesta de las figuras del Genio, de "la vestida y sombría Drama" y de "la desnuda y amable Ópera". El resto de la decoración externa la hicieron varios artistas extranjeros.
A partir 1925 hay delante del edificio, sobre pedestales de piedra, bustos del director del teatro Anton Verovšek (1866-1914) y del actor Ignacio Borštnik (1858-1919), realizados por el escultor France Kralj en el año 1921.
En el año 1991 añadieron a las estatuas en la fachada norte del edificio, un monumento dedicado al cantante y profesor de música Julij Betetto (1885-1963). El busto lo hizo el escultor Stojan Batič, la representación en piedra pero es obra del escultor Julian Renko.

### Interior del edificio

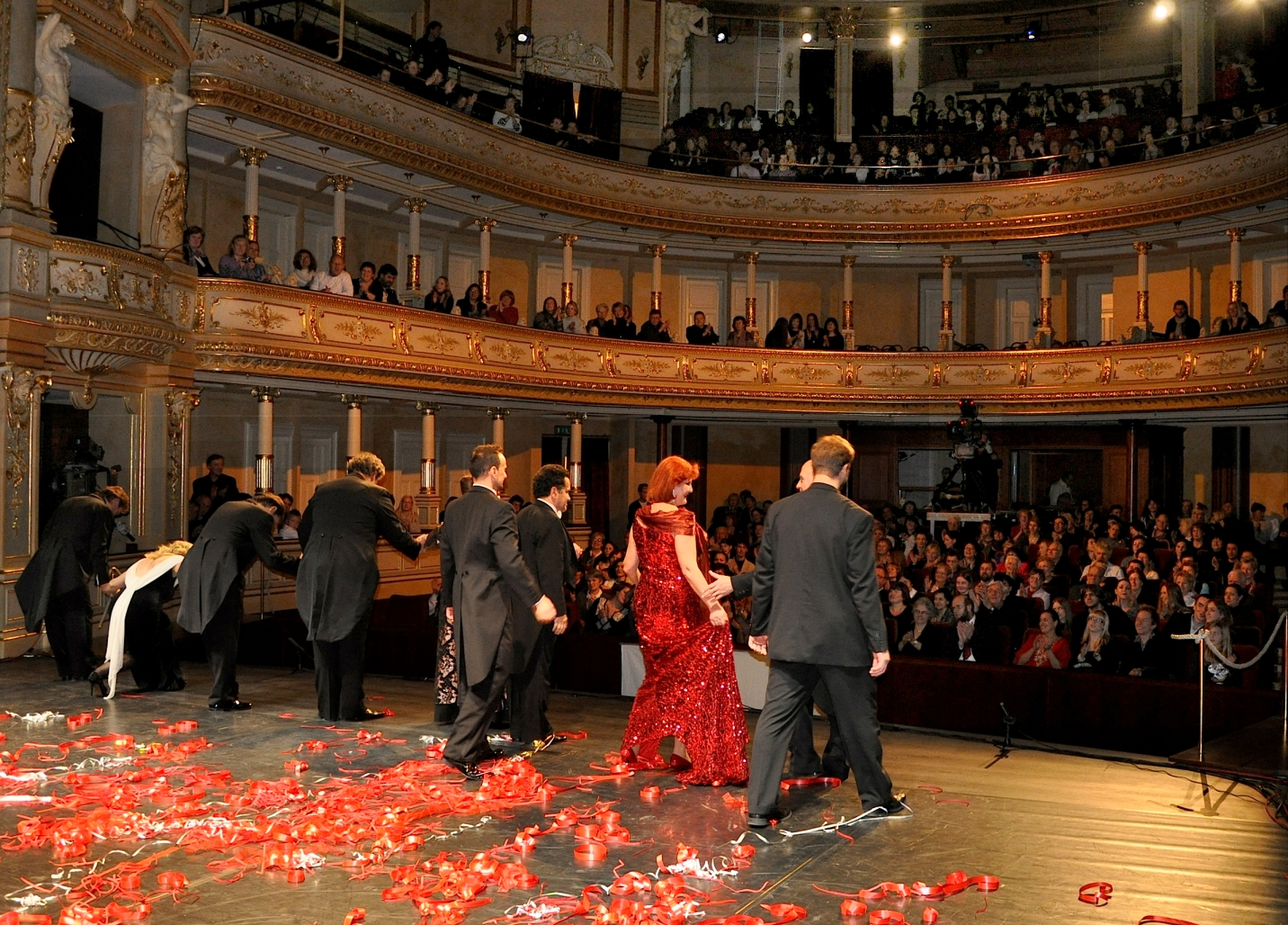
Sala.

La sala tiene forma de herradura y está rodeada por corredores con arcos que conducen a las escaleras. En la planta baja hay una bonita platea rodeada de palcos. Esos los encontramos también en el primer piso. En el piso superior hay un balcón y una galería. El espacio detrás de esta está destinado al público que quiere estar de pie.
El techo tiene la forma de cono bajo y en el centro hay una gran apertura circular para la ventilación. Está adornado por pinturas de figuras femeninas alegóricas. Sobre el proscenio hay un friso. En el foyer hay pinturas de Heinrich Wettach.
El espacio para la orquesta es ligeramente semicircular y arqueado hacia la platea. A los lados del escenario hay espacios auxiliares para los actores, cantantes y músicos, y dos escaleras de menor tamaño.

## Restauración
El teatro ha sido restaurado dos veces. En la restauración del año 1940 se le añadió un largo anejo estrecho en el que había una sala de baile. Aumentaron también la superficie de los espacios junto al renovado escenario. Al mismo tiempo pusieron delante de la entrada principal un alero de metal, colocado sobre cuatro pilares finos.

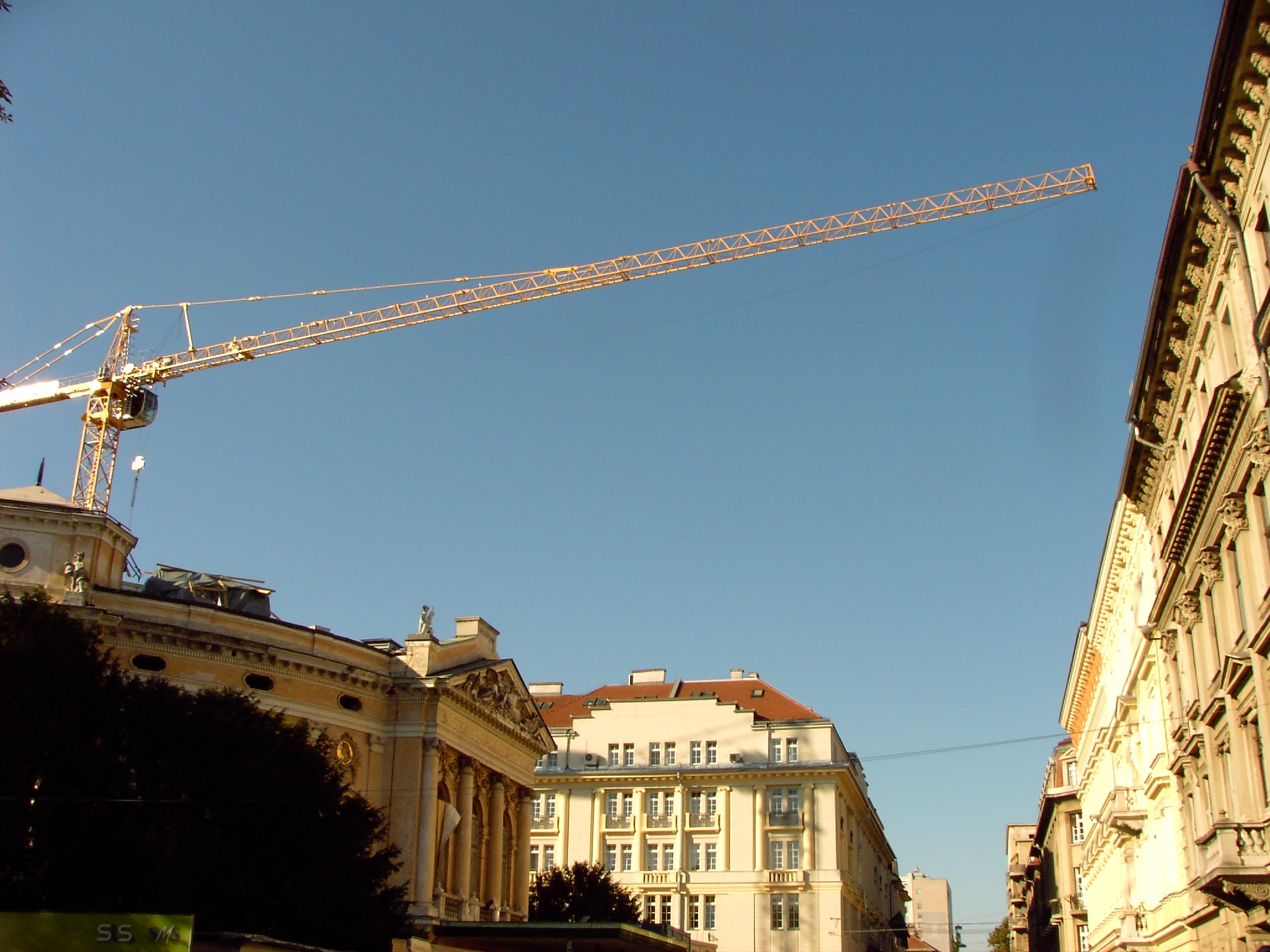
Restauración del edificio en 2009.

Después de la Segunda Guerra Mundial quitaron del edificio, por razones políticas, la escultura sobre el saliente central porque, para algunos, representaba figuras de ángeles. En el año 1982 fue reinstalada.
El edificio fue restaurado por segunda vez entre los años 2008 y 2009. Los principales autores de la restauración fueron los arquitectos Jurij Kobe y Marjan Zupanc. El edificio fue ampliado con un anejo hacia el oeste y ocupó el sitio de la demolida Villa de Piccoli.
El objetivo principal de la reconstrucción fue aumentar y modernizar el escenario, ofrecer lugares más adecuados para las prácticas de música y baile, para el guardarropa, la administración, la compra de billetes y habilitar además nuevas áreas destinadas a los visitantes.
Al mismo tiempo apartaron totalmente la fachada trasera y demolieron el viejo anejo y gran parte del espacio escénico. El nuevo y moderno anejo proporcionó espacios para el escenario trastero, abastecimientos, salas de ensayos y espacios de acompañamiento.
El espacio escénico fue ampliado en anchura, en profundidad y en altura con la eliminación del guardarropa, con el ahondamiento del terreno y con el refuerzo de los muros exteriores.
Debajo de la sala construyeron un nuevo vestíbulo con espacios de acompañamiento. Podemos llegar allí a través de dos nuevos atrios bajos, posicionados en las fachadas laterales del edificio. El teatro obtuvo así un nuevo eje transversal subterráneo.
El ahondamiento trajo grandes cambios positivos. La acústica mejoró: el tiempo de reverberación es significativamente más largo, el volumen de la orquesta y de los solistas es más alto, las frecuencias altas del sonido son mucho más expresivas y los tonos bajos más profundos.
Durante la restauración, la sala, la fachada central y las laterales se mantuvieron intactas.
La reconstrucción fue financiada por el Ministerio de Cultura de la República de Eslovenia.
El edificio tiene hoy en día una superficie de 10 500 metros cuadrados (antes 3500 metros cuadrados) y los costes de la reconstrucción superaron los 43 millones de euros.
La inauguración del teatro renovado tuvo lugar el 10 de diciembre de 2011 con un concierto llamado La fusión de siglos. Patrocinador del evento fue el presidente de la República Danilo Türk.

## La Ópera hoy
Hoy en día el principal teatro esloveno de música abarca un variado repertorio de óperas, ballets y conciertos tanto contemporáneos como de diferentes épocas.
Desde hace muchos años colabora con distintos productores nacionales e internacionales con los cuales ha realizado proyectos como Fausto, Aída, El amor de las tres naranjas, Don Quijote, El príncipe Ígor, Rusalka, etc. Entre los estrenos más notables destaca el estreno mundial de la versión completa de la redescubierta ópera romántica en cuatro actos, Las hadas del Rin (escrita por Jacques Offenbach). La dirigió Dieter Rossberg el 13 de enero de 2005.
La orquesta, los cantantes y la compañía de bailarines efectúan en una temporada alrededor de 150 representaciones que tienen lugar en la casa matriz y en varios teatros eslovenos y del extranjero.
En septiembre de 2012 el teatro celebró sus 120 años de actividad artística.

## Directores
Entre paréntesis se cita el período de actividad.
- Fridrik Rukavina (1918–1925)
- Mirko Polič (1925–1939)
- Vilko Ukmar (1939–1945)
- Mirko Polič (1945–1948)
- Samo Hubad (1948–1951)
- Valens Vodušek (1951–1955)
- Smiljan Samec (1955–1956)
- Danilo Švara (1956–1958)
- Demetrij Žebre (1958–1968)
- Bogo Leskovic (1968–1973)
- Vladimir Kobler (1973–1975)
- Ciril Cvetko (1975–1981)
- Kristijan Ukmar (1986–1991)
- Darko Brlek (1991–1992)
- Igor Švara (1992–1995)
- Darijan Božič (1995–1998)
- Borut Smrekar (1998–2005)
- Kristijan Ukmar (2005–2010)
- Mitja Bervar (2010-2013)
- Peter Sotošek Štular (2013->)